# 網津村
網津村（あみつむら）は、熊本県宇土郡にあった村。

## 地理
- 河川：網津川

## 歴史
- 1889年（明治22年）4月1日 - 網引村、網津村、笠岩村が合併して発足。
- 1954年（昭和29年）4月1日 - 宇土町、花園村、轟村、緑川村と新設合併して宇土町になり、消滅。

## 学校
- 網津村立網津小学校